# Escudo de Panamá
El escudo de armas de la República de Panamá es el emblema heráldico que representa al país, y que junto con la bandera y el himno nacional, tiene la categoría de símbolo de la nación por mandato de la Ley.

## Descripción y diseño
La actual legislatura panameña describe el escudo nacional de la siguiente manera:

De forma ojival, terciado en fajas y acuartelado, con proporciones de tres para el alto y dos para el ancho preferentemente descansando sobre un campo sinople (verde), símbolo de vegetación, con bordura (boca) de oro (amarilla). 

El jefe o parte superior está partido en dos cantones: en el de la diestra, en campo de plata (blanco), se ven un sable y un fusil colgados y cruzados, para significar abandono de actos bélicos pero presentes en la defensa de la soberanía de la nación; y en el de la siniestra, en campo de gules (rojo), una pala y un azadón cruzados y relucientes simbolizan el trabajo. La faja del centro o punto de honor, muestra al istmo con sus mares y su cielo en colores naturales en el cual se destacan el sol a la izquierda y luna a la derecha del observador; la luna elevándose en las ondas marinas y el sol escondiéndose tras un monte, marcando las seis de la tarde del 3 de noviembre de 1903, hora y fecha de la separación de Colombia. La punta del escudo o parte inferior también partida en dos cantones: el de la diestra, en campo de azur (azul), muestra una cornucopia de oro rebosante de monedas, emblema de la riqueza; y en el de la siniestra, en campo de plata, una rueda de madera con alas de oro, símbolo de progreso. 
Como cimera, un águila harpía adulta, emblema nacional de soberanía, posada con las alas extendidas, la cabeza vuelta hacia la izquierda, símbolo de autonomía y llevando en su pico una cinta de plata cuyos cantos cuelgan a diestra y siniestra y sobre la cual se lee estampada en sable (negro), de un extremo al otro, la divisa: «PRO MUNDI BENEFICIO» (en español: "Por el beneficio del mundo"). Sobre el águila y dispuestas en forma de arco estrellas de oro, orientadas hacia arriba y cuya cantidad será la de provincias que tenga el país.

Por tenantes o soportes, a diestra y siniestra, dos pabellones nacionales en astas con puntas doradas de lanza partesana, cuelgan y se recogen en la parte inferior hacia la punta del escudo, dejando ver los colores rojo y blanco.

La ley 119 de 30 de diciembre de 2013 por la cual se creó una décima provincia en la República de Panamá, estableció que a partir del 1 de enero de 2014 se colocaran diez estrellas de oro al escudo nacional.

### Águila harpía
La ley 34 de 1949, declaró que en la cimera del escudo de armas debía estar un águila, sin especificar cual especie; desde entonces, en la mayoría de las escuelas, el águila harpía fue la especie que se agregó a dicha parte. La ley 18 de 2002 estableció que el águila harpía es el ave nacional; debido a este hecho la Asamblea Nacional aprobó la ley 50, del 17 de mayo de 2006, que modificó la ley 18, de 2002, y fijó al águila harpía como la especie de ave que apareciese en el escudo de armas de la República.

## Restricciones de uso

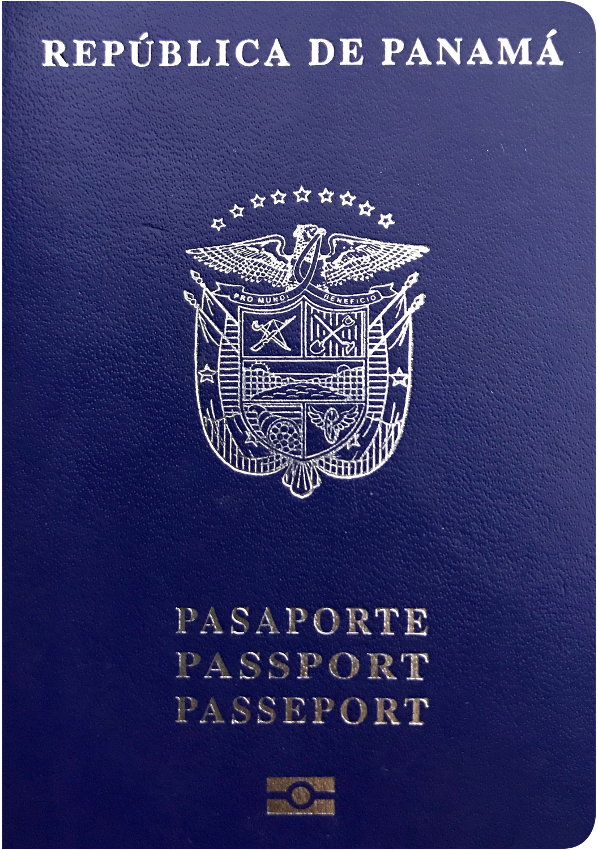
Escudo de Panamá en el pasaporte panameño.

Las leyes panameñas disponen lo siguiente referente al uso del emblema nacional:
- De acuerdo a la ley 34 de 1949, el escudo solo puede ser usado por los presidentes de la República, de la Asamblea Nacional, de la Corte Suprema de Justicia; los diputados a la Asamblea, los ministros de Estado, el contralor general, los procuradores general y de la administración; los magistrados del Tribunal Electoral. En sus vehículos y papel membrete, sellos y oficios, así como en su papelería particular. El escudo nacional puede ser utilizado de un color dorado en el palacio presidencial de Panamá.
- Todos los oficios emitidos por los órganos del Estado (leyes, decretos, contratos, resoluciones, etc.) deben tener impreso en su centro el escudo nacional difuminado (un degradado desde el 100 hasta alcanzar el 20% de intensidad) y envuelto en un doble círculo, entre cuyas líneas va el texto "REPÚBLICA DE PANAMÁ".

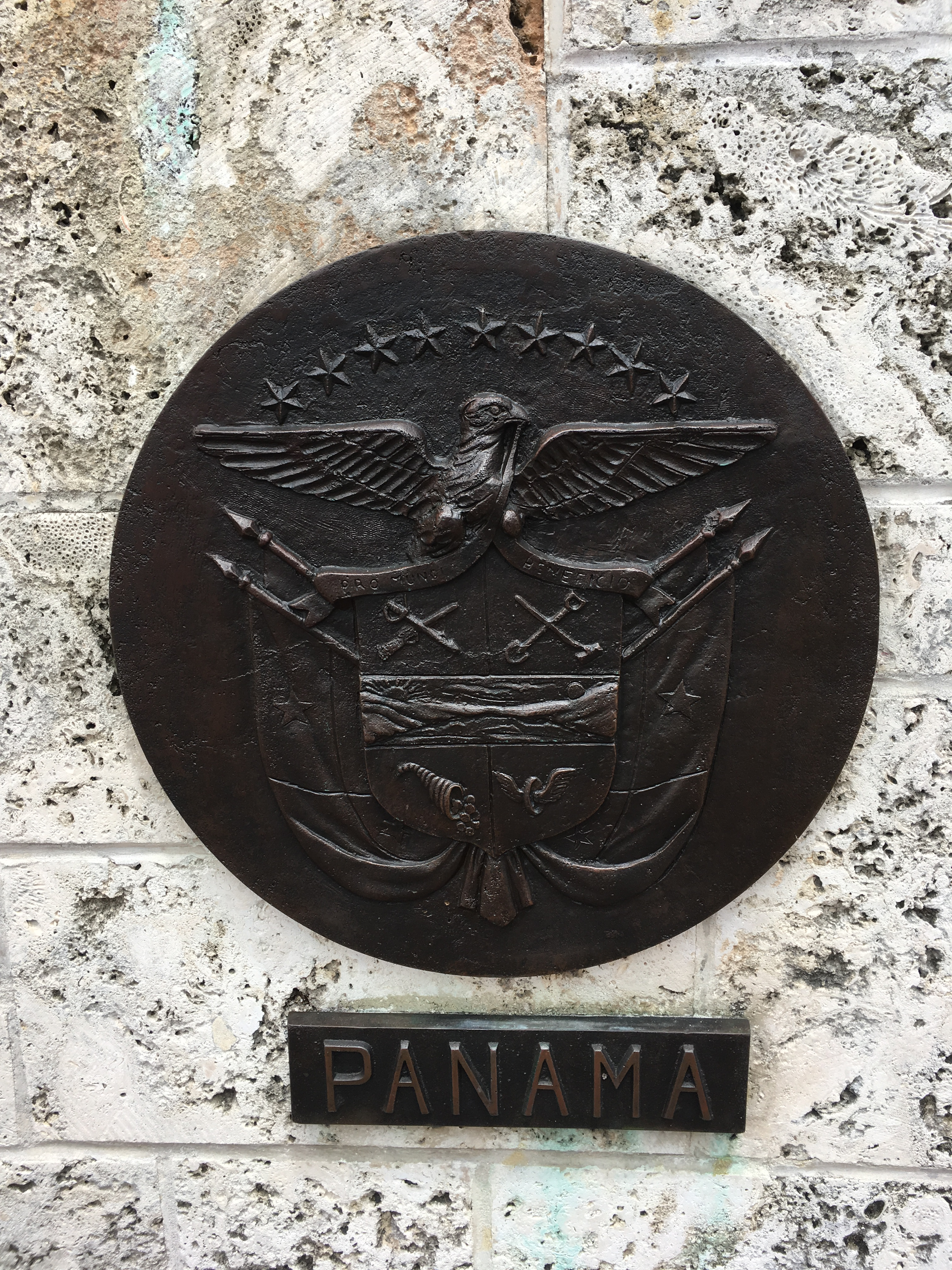
Escudo de Panamá en la Antorcha de la Amistad.

- Las embajadas y consulados deben exhibir de manera obligatoria en su exterior el escudo nacional de la República, así como en la residencia de los jefes de misión acreditados siempre y cuando las condiciones del lugar lo permitan. También puede ser usado en el exterior de los edificios públicos o dentro de los despachos superiores de los altos servidores públicos de la República. Cuando el escudo se dibuja a colores, siempre va sobre fondo verde.
- Un escudo nacional pintado en técnica óleo sobre tela debe ser visible en la presidencia de cada órgano del Estado, así como en el Museo de Historia, los despachos superiores de educación, el Ministerio de Gobierno, y en la oficina de la Comisión Nacional de los Símbolos de la Nación como referencia para su reproducción exacta. Estos cuadros son los modelos oficiales del escudo, que no admite variantes, así como sus representaciones en blanco y negro, grises, líneas heráldicas y lineal, que en estos casos no llevan fondo alguno.
- La versión en dorado del escudo nacional puede ser usado por los vehículos de los presidentes de cada órgano del Estado así como en su papelería oficial, este uso incluye a los gobernadores de provincia y los embajadores acreditados en el exterior, por ser representantes del órgano ejecutivo.
- Los embajadores pueden optar por usar el escudo en colores en su papelería. La papelería de los demás servidores públicos debe tener el logotipo de su institución o en su defecto, el escudo nacional en negro sobre el color del papel, y en plateado en caso de representarse sobre las puertas delanteras del vehículo.
- El escudo nacional puede ser representado en broches y pines para solapas y/o corbatas, siempre que sean por separado y de acuerdo a la ley. Los pines se colocan o en la solapa izquierda de chaquetas o en la punta de cuello izquierda de camisas y vestidos. En corbatas o en pañoletas va a la altura del corazón siempre que sean de colores sólidos sin estampados.
- Los cuerpos de seguridad del Estado pueden usar en el quepis el escudo metálico en plateado si no tienen logo propio de identificación corporativa. Este uso será determinado en el reglamento de uso de uniformes de cada institución.
- La bandera y el escudo nacional presiden el salón de sesiones de cada órgano del Estado en sitio de honor y de las instituciones autónomas y semiautónomas.
- La bandera y el escudo pueden incluirse en cualquier documento de identidad emitido por el Estado, pero no deben ser alterados ni colocar textos, números ni fotos encima de ninguno de los dos.

## Historia
El 13 de noviembre de 1903 el entonces ministro de Gobierno, Eusebio A. Morales, firmó una invitación para realizar un concurso en el cual se recibirían proyectos de modelo para el escudo nacional, y los cuales debían ser entregados en el Ministerio de Gobierno en pliegos cerrados, marcados con contraseñas indicativas de los nombres de los autores. El 27 del mismo mes la Junta Provisional de Gobierno, integrada por J. A. Arango, Tomás Arias y Manuel Espinosa Batista, firmó junto con Eusebio Morales el decreto N°. 19, donde se creó un jurado compuesto de cinco personas competentes con el fin de que se hiciera la elección del emblema que debería adoptarse. Este jurado estaba integrado por Ciro Urriola, Jerónimo de la Ossa, Manuel Amador, Ricardo Arango y Juan José Méndez; dicho decreto señaló un término de ocho días para cumplir sus funciones.
Se presentaron un total de 103 diseños, los cuales reposan en un archivo dentro de la Asamblea Nacional. Uno de ellos estaba firmado con las iniciales N.V. que correspondían a Nicanor Villalaz Lamela, quien lo presentó a última hora por no encontrarse su hermano Sebastián en el país y no tenía a disposición a alguien que plasmara sus ideas.
El abogado Nicanor Villalaz Lamela, quien era oriundo de La Villa de Los Santos, vivía en Panamá y deseando competir en el concurso, acudió entonces al poeta y pintor Ricardo Miró para realizar entre ambos un diseño. Miró realizó el primer boceto del escudo, y definió la forma del mismo y ornamentos. Vencido el concurso, Villalaz contactó con el profesor de arte Max Lemm Bielert, alemán llegado a Panamá en 1894. En la casa de este último, Villalaz le narró a Lemm lo que tenía en mente, y este lo volcó a un dibujo artístico en un papel Kraft de 20 X 30 cm.
El diseño original que surgió de Villalaz y Lemm constaba de los siguientes elementos:

Escudo de Panamá según su diseño original de 1903.

Un blasón ojival de 5 cantones divididos en 3 fajas, dos arriba, uno al centro, y uno abajo. Alrededor de estas líneas gruesas de amarillo oro, a modo de bordura.
La faja superior o jefe consta de dos cantones; a su diestra, en campo de plata, un cañón desmontado de su cureña con una espada y un fusil colgados en señal de abandono y de paz. A su siniestra, en campo de gules, una hoz, un machete, una pala y un azadón, todos ellos relucientes y en alegoría al trabajo.
La faja central o de honor, en colores naturales, muestra el Istmo de Panamá sin canal, con el cielo y los océanos a sus costados, notándose que la luna inicia su ascenso de entre las ondas del mar al este, mientras que el sol se oculta por las montañas del oeste. Indica la hora de la Separación de Panamá de Colombia.
La faja inferior o punta también consta de dos cantones más; a su diestra en campo de azur, muestra una cornucopia manando flores con un racimo de guineos, junto a ella un manojo de arroz en espiga y a sus pies una java con productos de la tierra derramándose, señalando abundancia. En el cantón de su siniestra, el Ferrocarril de Panamá con los postes del tendido telegráfico-telefónico, señal de progreso.
Como cimera, un águila altiva mirando a su siniestra detrás del blasón. De su pico pende una cinta de plata con letras color sable, que cae a izquierda y derecha. Lo escrito es un lema en castellano: «Paz, Libertad, Unión, Progreso». Sobre la cabeza del ave, cinco estrellas doradas con punta ascendente, una por cada provincia de la nueva República.
Como tenantes o sostén, un par de banderas colocadas en astas con punta de lanzas partesanas, doradas, un par a cada lado, que se recogen detrás de la punta en un moño que muestra los colores gules-plata-gules.
Todo va sobre campo de sinople, señal de la vegetación del istmo.

El jurado calificador resolvió que la adopción de un modelo final la tomara la Asamblea Nacional, la cual iniciaría sesiones en 1904. Se remitió todo a ella, y en su momento se llamó a comparecer a Villalaz, quien manifestó lo que significaba la lectura del escudo de armas. La comisión designada para tal fin, pidió que lo presentara de nuevo simplificando las fajas del jefe y de la punta.
Villalaz acudió a Lemm y se realizaron las simplificaciones: se eliminaron el cañón con la cureña, la hoz y el machete, el manojo de arroz, las flores y el racimo de guineos así como el Ferrocarril. Se hizo manar monedas de la cornucopia y se agregó la rueda alada del progreso. Se modificó el lema a uno nuevo en latín: «Pro Mundi Beneficio».
Al ser presentado con las simplificaciones, la Asamblea lo adoptó y pidió que se pasara al óleo en formato grande. Villalaz contacta a su hermano, el artista Sebastián Villalaz, radicado en Ecuador, para que regresara a Panamá y pasara en limpio la obra. Es, por tanto, las ideas de Villalaz y la interpretación artística de Lemm una coautoría, en tanto que la versión final es una colaboración de Sebastián Villalaz. Con el tiempo hubo la tendencia de dejar de mencionar al intérprete artístico y se presentó al escudo como obra de Nicanor y Sebastián Villalaz. También ha existido la tendencia a intentar corregir esta irregularidad.
El escudo fue aprobado finalmente en 1904 por medio de la ley 64 de ese año, adoptado definitivamente por la ley 4 de 1925, y ratificado según el artículo 60 del título 1° de la constitución de 1946.
El escudo no se modificó sustancialmente hasta 1941. Al promulgarse ese año una nueva constitución, la Asamblea Nacional dictó en marzo de ese año la ley 28 que planteó reformar el significado del sable y el fusil (se cambió "abandono para significar adiós a las guerras civiles" por el de "actitud de alerta en defensa de nuestra soberanía") y también el lema de la cinta que pende del pico de águila. Se presentó un nuevo concurso y entre los 311 lemas presentados se escogió el de «Solo Dios Sobre Nosotros», que la Asamblea Nacional cambió por el de «Honor, Justicia y Libertad» al aprobar la ley 28. En 1946 se revirtieron estos cambios y se colocó de nuevo el de «Pro Mundi Beneficio.»
La ley 34 de 1949 es la que finalmente vino a regir la materia, y aun así, desde entonces hasta 2014 fue objeto de modificaciones cerca de 24 veces. Se le han modificado el significado de la espada y el fusil (de abandono a alerta); se quitó el azadón por una pica; se cambió un par de veces el lema; se aumentaron las estrellas de acuerdo al número de provincias del país. A veces se representó el istmo como si tuviera ya el Canal de Panamá, en tanto algunas versiones existen sin la luna, o bien con ésta colocada en posición distinta. El 23 de enero de 2012 se fijaron los símbolos patrios de Panamá, y se especificaron las representaciones y significados de la bandera, el himno y el escudo, en tanto se ratificó el águila harpía como parte de este último.

## Escudos históricos relacionados con Panamá

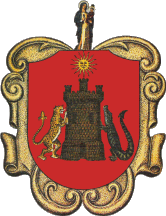
Santa María la Antigua del Darién (1510)
Nuestra Señora de la Asunción de Panamá (1519)
Gran Colombia (1821-1830)
República de la Nueva Granada (1830-1858)
Estado Federal de Panamá (1858-1863)
Estado Soberano de Panamá (1863-1886)

República de Panamá (1903-1904)
República de Panamá (1904-1925)
República de Panamá (1925-1941)
República de Panamá (1941-1946)
República de Panamá (1946-2006)
República de Panamá (2006-2014)
Zona del Canal de Panamá (1903-1979)